# リクルートラブ
リクルートラブとは就職活動をきっかけとして男女が出会い、そして恋人となるということ。リクラブと略されている。

## 概要
就職活動での会社説明会や入社試験やインターンシップや懇親会で初めて出会ったという関係から恋人同士まで発展するということである。現代では携帯電話が存在することから出会ったもの同士が気軽に連絡先を教えあうことができ、さらにはSNSなどというインターネットサービスの存在で気軽にコミュニケーションが取れるということがリクルートラブを容易にしている。また就職活動中には精神的に不安定になることから、支えになる人物を求めるようになるということもリクルートラブの源となっていることがある。これは学生同士だけの出来事ではなく、インターンシップの時に学生が社員に交際を迫られたというケースも存在する。